# Gustav Adolfs församling, Karlstads stift
Gustav Adolfs församling var en församling i Karlstads stift och i Hagfors kommun i Värmlands län. Församlingen uppgick 2006 i Hagfors-Gustav Adolfs församling.

## Administrativ historik
Församlingen bildades 1789 genom en utbrytning ur Norra Råda församling och Ekshärads församling, före 1791 med namnet Deglundens församling.
Församlingen ingick till 1 maj 1901 pastorat med Ekshärads församling som moderförsamling. Från 1 maj 1901 till 1951 annexförsamling i pastoratet Norra Råda, Sunnemo och Gustav Adolf som från 1907 även omfattade Hagfors församling. Från 1951 till 2006 var församlingen annexförsamling i pastoratet Hagfors och Gustav Adolf. Församlingen uppgick 2006 i Hagfors-Gustav Adolfs församling.

## Organister
| Period    | Namn              | Levnadstid | Övrigt   |
| --------- | ----------------- | ---------- | -------- |
| 1862-1892 | Johan Erik Olbers | 1830-1901  | Organist |

## Kyrkor
- Gustav Adolfs kyrka